# Ingrediënt
Een ingrediënt is in algemene zin een bestanddeel van een mengsel. Specifieker wordt van ingrediënten gesproken bij de bereiding van voedsel, maar ook cosmetica en geneesmiddelen bestaan uit meerdere ingrediënten. De ingrediënten van een product en hun onderlinge interactie bepalen de eigenschappen van het eindproduct.

## Voeding
Bij voedselbereiding zijn ingrediënten de in een recept genoemde bestanddelen die noodzakelijk zijn voor de bereiding van het betreffende gerecht.
Op verpakte voedingsmiddelen moet volgens de Europese verordening nr. 1169/2011, een ingrediëntendeclaratie worden afgedrukt. Deze verordening is in Nederland verwerkt in het warenwetbesluit informatie levensmiddelen, waarbij het Warenwetbesluit Etikettering van levensmiddelen kwam te vervallen.
De ingredientendeclaratie is een opsomming van alle ingrediënten die de fabrikant in het product heeft gebruikt. De lijst met ingrediënten staat in een voorgeschreven volgorde: de ingrediënten met het hoogste aandeel in het product qua gewicht staan als eerste genoemd. Daarbij moeten allergenen extra duidelijk worden aangegeven. Bijvoorbeeld kunnen zij dik gedrukt worden aangegeven. Op het etiket staan ook de voedingsadditieven.
Ook buiten de EU bestaat in veel landen een verplichting om de ingrediënten van voeding aan te geven. In de VS bestaat bijvoorbeeld de Nutrition Labeling and Education Act.

## Cosmetica
Cosmetica-ingrediënten worden gebruikt voor het samenstellen van een cosmetisch product. De gebruikte ingrediënten worden op de verpakking afgedrukt, zodat gebruikers die bepaalde ingrediënten willen of moeten vermijden hiervoor de vereiste informatie krijgen. De naamgeving van de ingrediënten is volgens de INCI-indeling.
Cosmetica bevatten vaak tientallen stoffen, elk met een of meerdere functies voor het eindproduct. Zo bevatten cosmetica kleurstoffen, geurstoffen, UV-filters (in geval van producten tegen zonnebrand) en hydraterende vetzuren. Naast de actieve ingrediënten bevatten cosmetica hulpstoffen, zoals antiklontermiddelen, middelen die voor een goede smeerbaarheid zorgen, of die de houdbaarheid verbeteren, zoals conserveermiddelen, antioxidanten en emulgatoren. Tandapasta bevat vaak fluoride als ingrediënt.
Net als voor voeding bestaan er binnen de Europese Unie regels voor de ingrediënten van cosmetica, namelijk de Verordening (EG) nr. 1223/2009 betreffende cosmetische producten, waaraan sinds juli 2013 alle producten op de markt aan moeten voldoen. Er is een wetenschappelijk comité opgericht, het SCCS, Scientific Committee on Consumer Safety, dat adviseert over de veiligheid van cosmeticaproducten en ingrediënten. De verordening bevat een lijst van ingrediënten die niet, in beperkte mate, of onder strenge voorwaarden in cosmetica mogen worden gebruikt. Er geldt een verbod op het gebruik van stoffen die kankerverwekkend zijn, mutageen of giftig voor de voortplanting. De verordening bevat ook een lijst van toegestane kleurstoffen, conserveringsmiddelen en UV-filters.

## Geneeskunde
In de farmacie zijn ingrediënten de bestanddelen van een medicijn. Daarbij wordt onderscheid tussen de werkzame stof en allerlei hulpstoffen.

## Overige industrie
Bij producten die door mengen en roeren worden verkregen, zoals verf, inkt en schoonmaakmiddelen, zijn de ingrediënten de verschillende bestanddelen waar deze producten uit zijn opgebouwd. Ook deze worden op basis van een formule of recept gemengd.